# Бранка, Марко
Марко Бранка (итал. Marco Branca; родился 6 января 1965 года в городе Гросетто, Италия) — итальянский футболист, нападающий. Известен по выступлениям за клубы «Интернационале» и «Удинезе». Участник Олимпийских игр 1996 года в Атланте. Двукратный обладатель Кубка УЕФА 1995 и 1998 годов.

## Клубная карьера
Бранка — воспитанник клуба «Кальяри». В 1984 году он дебютировал за команду, которая к тому времени вылетела в Серию B. Несмотря на то, что Марко имел почти постоянное место в основе, он забивал крайне мало для нападающего. В 1986 году Бранка перешёл в «Удинезе». В дебютном сезоне в Серии A, он отличился всего два раза. В 1987 году Марко перешёл в «Сампдорию» и затем в течение трёх лет ещё дважды успел сменить «дорию» на «Удинезе». Бранка был членом знаменитого состава «Сампдории», во главе с Роберто Манчини и Джанлукой Виалли, который стал чемпионом и обладателем Кубка Италии.
В 1991 году Марко сезон отыграл за «Фиорентину», а затем в третий раз вернулся в «Удинезе». За два года он забил 22 мяча в 54 матчах и получил приглашение в «Парму». С новым клубом Бранка выиграл Кубок УЕФА, хотя в итальянском финале против «Ювентуса» остался на скамейке запасных. В 1995 году с шестью голами Марко стал лучшим бомбардиром «Пармы» в Кубке Италии.
Летом того же года нападающего выкупила «Рома». В новой команде Бранка не мог пробиться в основу и в начале 1996 года перешёл в миланский «Интер». В первом сезоне он забил 17 мечей став одним из лучших бомбардиров команды. В 1998 году Бранка стал двукратным обладателем Кубка УЕФА, но как и в первый раз в финале участия не принял. В том же году Марко решил попробовать свои силы за пределами Италии и перешёл в английский «Мидлсбро». В своём дебютном матче против «Сандерленда» он сделал «дубль», а в поединке против «Бери» хет-трик. Бранка помог клубу выйти в Премьер-лигу. В 1999 году Марко принял приглашение швейцарского «Люцерна», сыграв сезон в Суперлиге. В 2000 году он вернулся на родину, где через год завершил карьеру в клубе «Монца».
С 2003 по 2014 годы занимал пост спортивного директора «Интера», в этой должности он отвечал за трансферную политику клуба.

## Международная карьера
В 1996 году в составе сборной Италии Бранка принял участие в Олимпийских играх в Атланте. На турнире он сыграл в матчах группового этапа против команд Мексики, Южной Кореи и Ганы. В поединках против ганцев и корейцев Марко сделал два «дубля».

### Голы за олимпийскую сборную Италии
| # | Дата         | Место                                              | Противник   | Счёт | Результат | Соревнование          |
| - | ------------ | -------------------------------------------------- | ----------- | ---- | --------- | --------------------- |
| 1 | 23 июля 1996 | Роберт Ф. Кеннеди Мемориэл Стэдиум, Вашингтон, США | Гана        | 0:1  | 3:2       | Олимпийские игры 1996 |
| 2 | 23 июля 1996 | Роберт Ф. Кеннеди Мемориэл Стэдиум, Вашингтон, США | Гана        | 1:2  | 3:2       | Олимпийские игры 1996 |
| 3 | 25 июля 1996 | Легион Филд, Бирмингем, США                        | Южная Корея | 1:0  | 2:1       | Олимпийские игры 1996 |
| 4 | 25 июля 1996 | Легион Филд, Бирмингем, США                        | Южная Корея | 2:1  | 2:1       | Олимпийские игры 1996 |

## Достижения
Командные
 «Сампдория»
- Чемпионат Италии по футболу — 1990/1991
- Обладатель Кубка Италии — 1987/1988

 «Парма»
- Обладатель Кубка УЕФА — 1994/1995

 «Интер»
- Обладатель Кубка УЕФА — 1997/1998